# باربارا راخوالسکا
باربارا راخ‌والسکا (لهستانی: Barbara Rachwalska؛ زادهٔ ۱۳ آوریل ۱۹۲۲–۲۳ دسامبر ۱۹۹۳) بازیگر اهل لهستان بود.
از فیلم‌ها یا مجموعه‌های تلویزیونی که وی در آن‌ها نقش داشته‌است، می‌توان به عالی‌مقام، ماری کوری، نامت را به‌خاطر بسپار، طریق هستی، راه‌ها در میان شب، روزها و شب‌ها، بازیگران شهرستانی، مرحله پایانی، خیابان فرعی ۴، قماری بالاتر از زندگی و خرده‌دهقانان اشاره نمود.
وی بابت فعالیت‌های هنری‌اش برندهٔ نشان افتخار تولد لهستان و صلیب لیاقت شد.